# 諏訪康雄
諏訪 康雄（すわ やすお、1947年 - ）は、日本の法学者。専門は労働法。法政大学名誉教授。中央労働委員会会長、労働政策審議会会長を歴任。2018年4月旭日重光章受章。

## 略歴
東京都出身。一橋大学法学部卒業後、1972年一橋大学大学院法学研究科修士課程修了。指導教官は堀口亘。ボローニャ大学留学を経て、東京大学大学院法学政治学研究科博士課程単位取得退学。
法政大学大学院教授、労働政策審議会会長、中央労働委員会会長などを歴任。短時間労働者の雇用管理の改善等に関する法律や、育児休業制度作成に関わった。
大学院では【雇用政策研究（マクロ）】【地域雇用政策事例研究】【比較雇用政策研究】【研究法(博士後期)】等の科目を担当した。
趣味は「平凡で読書、音楽・美術鑑賞。特技らしきものは特になし」と語る。
門下生に石山恒貴、齊藤弘通、菊池桃子らがいる。

### 略年譜
- 1970年 一橋大学法学部卒業
- 1972年 一橋大学大学院法学研究科修士課程修了
- 1974年 ボローニャ大学留学（イタリア政府給費生）（1976年迄）
- 1977年 東京大学大学院法学政治学研究科博士課程単位取得退学
- 1977年 法政大学社会学部専任講師 就任
- 1979年 同 助教授 昇格
- 1982年 ニューサウスウェールズ大学客員研究員
- 1986年 ボローニャ大学法学部客員教授
- 1987年 法政大学社会学部教授　昇格
- 1993年 『イタリアの労働事情』を刊行する[4]。
- 1994年 『判例で学ぶ雇用関係の法理』を刊行する[5]。
- 1996年 中央労働委員会委員
- 2004年 法政大学大学院政策科学研究科教授
- 2008年 法政大学大学院政策創造研究科教授
- 2009年 労働政策審議会会長
- 2013年 法政大学 退職、法政大学名誉教授
- 2013年 中央労働委員会会長 就任
- 2017年2月26日 中央労働委員会会長を任期満了で退任[6]。
- 2017年2月 『雇用政策とキャリア権』を刊行する[7]。
- 2017年6月 認定NPO法人キャリア権推進ネットワーク理事
  - この間日本労使関係研究協会常務理事、経済産業省社会人基礎力に関する研究会座長、経済産業省社会人基礎力育成グランプリ審査委員会委員長なども務めた。
- 2018年4月 旭日重光章を受章

## 著書
- 『判例で学ぶ雇用関係の法理』（菅野和夫と共著, 総合労働研究所、1994年）
- 『労使紛争の処理 平成8年度』（日本労働研究機構、1997年）
- 『雇用と法』（放送大学教育振興会、1999年）
- 『労働者派遣法の改正と職業紹介の見直し』（教育文化協会、2000年）
- 『職業キャリアをどう支援するか』（教育文化協会、2003年）
- 『労使コミュニケーションと法』（労働政策研究・研修機構、2006年）
- 『キャリア・チェンジ! : あきらめずに社会人大学院!新たなキャリアを切り拓こう』（生産性出版、2013年）